# Volker Ullrich (Historiker)

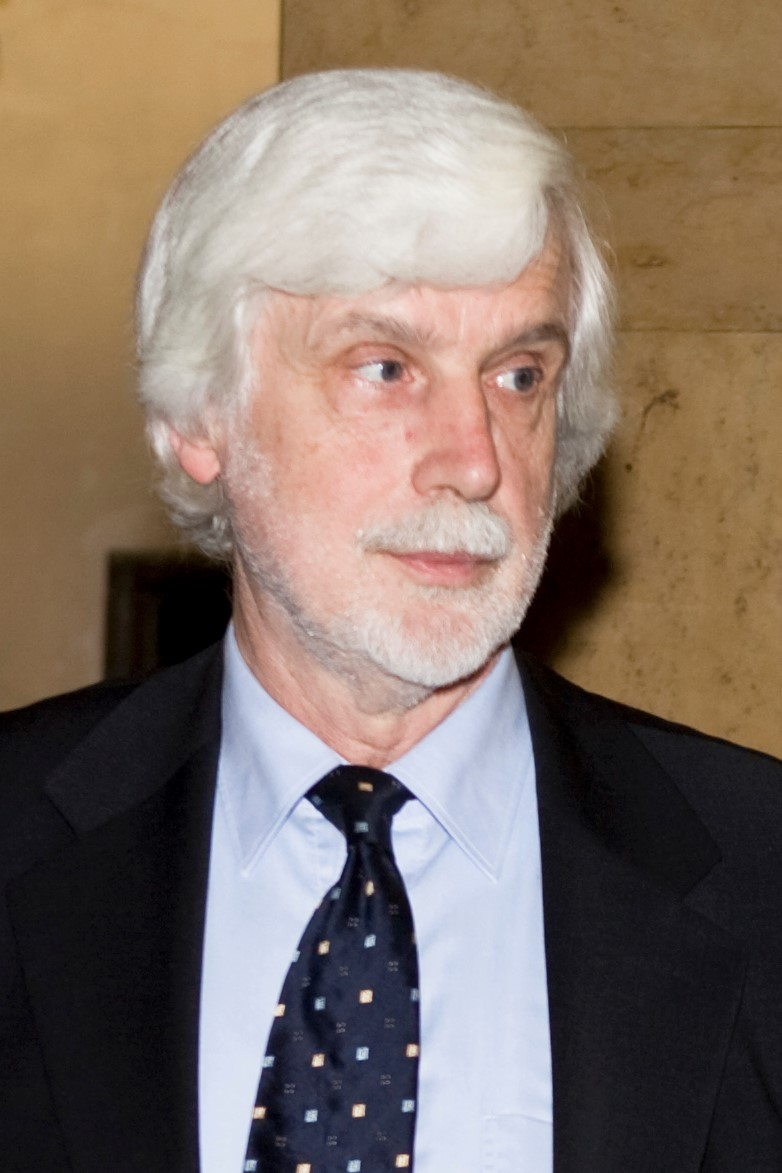
Volker Ullrich, 2008

Volker Ullrich (* 21. Juni 1943 in Celle) ist ein deutscher Publizist und Historiker.

## Leben
Volker Ullrich wurde als Sohn des aus Luckenwalde bei Berlin stammenden Verlagslektors Paul Robert Ullrich und seiner Ehefrau Erika, geb. Struve, in Celle geboren. Er wuchs mit vier Brüdern in Dedelstorf in der Lüneburger Heide auf, wohin die Familie nach Zunahme der Bombenangriffe auf Berlin 1942/43 gezogen war. Sein Vater arbeitete als Lektor beim Berliner Volk und Reich Verlag, war von 1950 bis 1952 Hauptschriftleiter des Deutschen Beamtenbundes und gründete 1952 einen eigenen Jugendbuchverlag, die Für-Euch-Bücherei.
Nach dem Abitur am Gymnasium Hankensbüttel 1962 studierte Ullrich Geschichte, Literaturwissenschaft, Philosophie und Pädagogik an der Universität Hamburg und schloss 1968 mit dem Ersten Staatsexamen ab. Er arbeitete von 1966 bis 1969 am Historischen Seminar in Hamburg als Assistent von Egmont Zechlin und wurde 1975 mit einer Dissertation über Die Hamburger Arbeiterbewegung vom Vorabend des Ersten Weltkrieges bis zur Revolution 1918/19 promoviert. Nach dem Zweiten Staatsexamen war er ab 1976 als Studienrat für Deutsch und Geschichte in Hamburg zunächst am damaligen Oberstufenzentrum Süderelbe tätig, später länger am Wilhelm-Gymnasium. Außerdem war er zeitweise Lehrbeauftragter für Didaktik der Politik an der Pädagogischen Hochschule Lüneburg. 1988 wurde er Wissenschaftlicher Mitarbeiter bei der Hamburger Stiftung für Sozialgeschichte des 20. Jahrhunderts. Von 1990 bis 2009 leitete Ullrich das Ressort „Politisches Buch“ bei der Wochenzeitung Die Zeit. Ullrich ist als Rezensent für viele Medien tätig, so verfasst er auch öfters das Kalenderblatt des Deutschlandfunks, z. B. vom 13. Februar 2020 zum Gedenken an die Luftangriffe auf Dresden.
Er hat zahlreiche Artikel in der Zeit und mehrere Bücher zu Themen der Geschichte des 19. und 20. Jahrhunderts veröffentlicht. Mit dem Artikel Hitlers willige Mordgesellen. Ein Buch provoziert einen neuen Historikerstreit auf der Titelseite der Zeit vom 12. April 1996 initiierte Ullrich die „Goldhagen-Debatte“.
Ulrichs Sohn Sebastian Ullrich ist ebenfalls Historiker und Lektor für Neuere Geschichte, Zeitgeschichte und Politik beim Verlag C.H. Beck.

## Auszeichnungen
- 1992: Alfred-Kerr-Preis für Literaturkritik
- 2008: Ehrendoktorwürde der Philosophischen Fakultät der Friedrich-Schiller-Universität Jena[4]

## Schriften (Auswahl)
- Die Hamburger Arbeiterbewegung vom Vorabend des Ersten Weltkrieges bis zur Revolution 1918/19. 2 Bände. Lüdke, Hamburg 1976, ISBN 3-920588-39-8 (zugleich: Dissertation, Universität Hamburg, 1976).
- Als der Thron ins Wanken kam. Das Ende des Hohenzollernreiches, 1890–1918. Donat, Bremen 1993, ISBN 3-924444-75-7.
- Die nervöse Großmacht. Aufstieg und Untergang des deutschen Kaiserreichs 1871–1918. S. Fischer, Frankfurt am Main 1997, ISBN 3-10-086001-2.
- Der ruhelose Rebell. Karl Plättner 1893–1945. Eine Biographie. Beck, München 2000, ISBN 3-406-46585-4.
- Fünf Schüsse auf Bismarck. Historische Reportagen. Beck, München 2002, ISBN 3-406-49400-5.
- Napoleon. Eine Biografie. Rowohlt, Reinbek bei Hamburg 2004, ISBN 3-498-06882-2.
- Das erhabene Ungeheuer. Napoleon und andere historische Reportagen. Beck, München 2008, ISBN 978-3-406-56820-6.
- Der Kreisauer Kreis. Rowohlt, Reinbek bei Hamburg 2008, ISBN 978-3-499-50701-4.
- Die Revolution von 1918/19 (= Becksche Reihe), München 2009, ISBN 978-3-406-56254-9.
- Adolf Hitler. Die Jahre des Aufstiegs 1889–1939. Biographie, Band 1. S. Fischer, Frankfurt am Main 2013, ISBN 978-3-10-086005-7.[9]
- Adolf Hitler. Die Jahre des Untergangs 1939–1945. Biographie, Band 2. S. Fischer, Frankfurt am Main 2018, ISBN 978-3-10-397280-1.
- Acht Tage im Mai. Die letzte Woche des Dritten Reiches. C.H. Beck, München 2020, ISBN 978-3-406-74985-8.[10]
- Deutschland 1923. Das Jahr am Abgrund. C.H. Beck, München 2022, ISBN 978-3-406-79103-1.[11]
- Schicksalsstunden einer Demokratie. Das aufhaltsame Scheitern der Weimarer Republik. C.H. Beck, München 2024, ISBN 978-3-406-82165-3.